# All Our Yesterdays Tour 2017 at SAITAMA SUPER ARENA
『All Our Yesterdays Tour 2017 at SAITAMA SUPER ARENA』は、back number2作目のライブDVD及び、Blu-ray。2017年11月15日にユニバーサルシグマから発売された。

## 解説
- 初のベストアルバム『アンコール』を引っ提げて開催された全国アリーナツアー。本作は、6月4日のさいたまスーパーアリーナで行われた「All Our Yesterdays Tour 2017」のライブ映像を収録。サポート・メンバーに村田昭（Keyboards）、矢澤壮太（Guitar）、藤田顕（Guitar）が参加している[2]。
- 初回盤は、All Our Yesterdays Tour 2017密着メイキング映像収録、ボックスケース収納仕様、52Pフォトブック封入。

## 収録曲
本編
1. はなびら
2. 高嶺の花子さん
3. 003
4. そのドレスちょっと待った
5. 花束
6. クリスマスソング
7. fish
8. 黒い猫の歌
9. アップルパイ
10. MOTTO
11. SISTER
12. 幸せ
13. 助演女優症
14. 恋
15. ハッピーエンド
16. 君の恋人になったら
17. 光の街
18. stay with me
19. 繋いだ手から
20. 青い春
21. スーパースターになったら

アンコール
1. 世田谷ラブストーリー
2. 日曜日
3. 海岸通り

## 初回特典収録内容
- 「All Our Yesterdays Tour」全公演密着ドキュメンタリーメイキング映像
- ボックスケース収納仕様
- 52Pフォトブック